# Deporte en el País Vasco
El deporte en el País Vasco es el término bajo el que se engloban diferentes modalidades deportivas que se practican en el País Vasco, España.
Aunque el deporte vasco por excelencia es la pelota, particularmente en su variedad de "mano". El País Vasco es rico en deportes rurales de todo tipo.

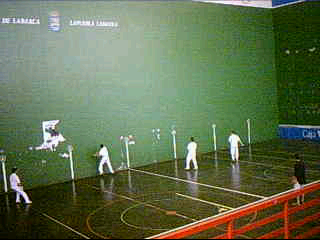
Dos parejas de pelotaris jugando a pelotamano.

La pelota vasca: denominación genérica para varios juegos consistentes todos en lanzar una pelota en un frontón compuesto de dos paredes (frontal y lateral izquierda), que se pueden jugar en modalidad individual (uno contra uno) o de parejas (dos contra dos). Los principales tipos son: "mano", "pala" y "cesta-punta", jugándose el primero sencillamente con las manos, el segundo con palas macizas de madera y el último con un guante de cestería que forma una larga concavidad puntiaguda con la que recoger y lanzar de nuevo la pelota.
Otra modalidad, es la llamada "remonte", que se juega con una cesta menos cóncava, y en la que se golpea la pelota, en vez de recogerla y lanzarla. En el norte se juega también una variedad llamada "trinquete" con la característica de que la pared lateral del frontón presenta una curiosa caseta alargada. Aunque la pelota tiene su centro en el País Vasco se extiende también por otras zonas, como La Rioja y países de América Latina. Así mismo, la cesta-punta se ha convertido en un espectáculo de masas, bajo el nombre de "Jai-Alai" en lugares como Miami (EE. UU.) y Macao (China).

## Deportes vascos no tradicionales
El País Vasco tiene grandes deportistas, en deportes que no son de origen vasco, especialmente en fútbol, ciclismo y rugby. 

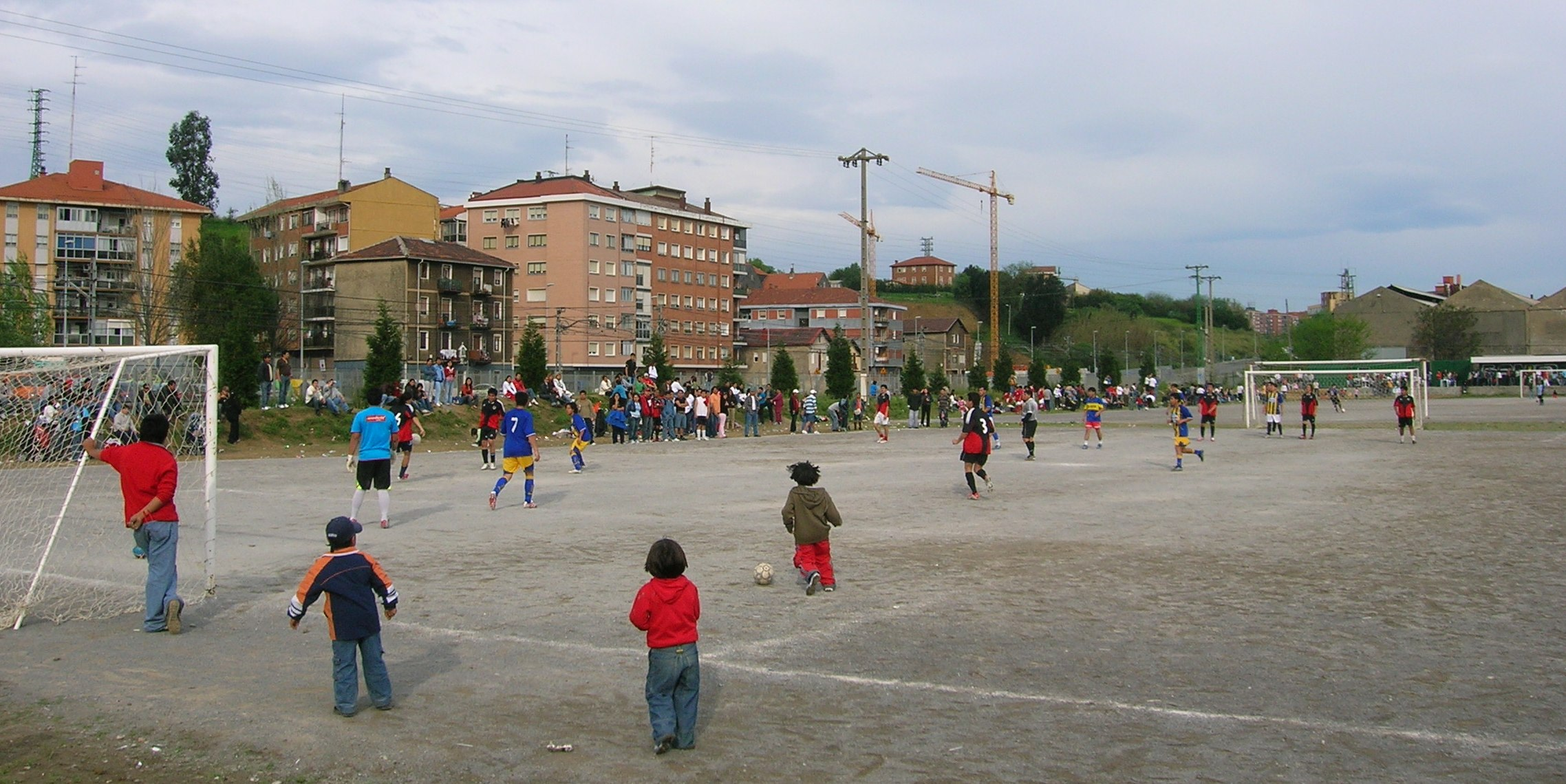
Partido de fútbol en Lejona.

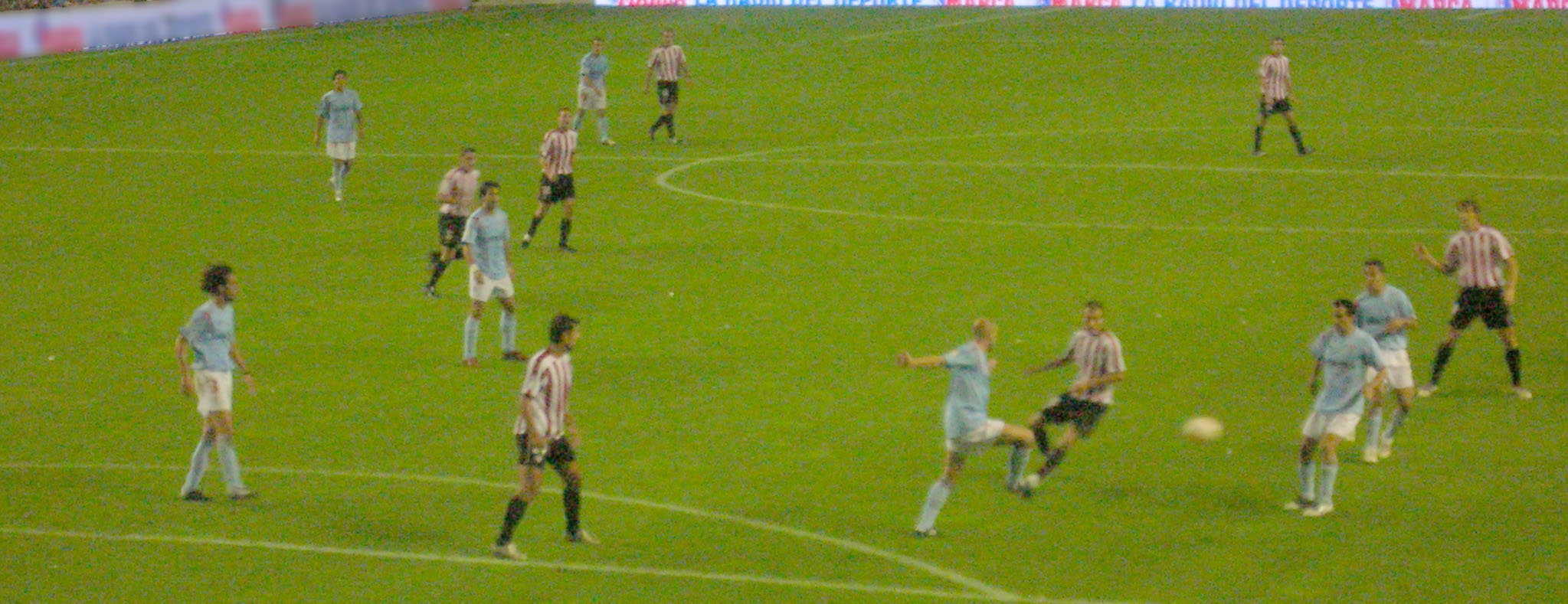
Partido del Athletic Club en La Catedral.

El deporte principal, como en el resto de España y Francia, es el fútbol. Los principales equipos, el Athletic Club y la Real Sociedad son los habituales de la Liga española de fútbol profesional. La política del Athletic Club de fútbol de Bilbao es de tener solo jugadores vascos, o jugadores que se hayan formado en equipos vascos de categorías inferiores, a pesar de que sus fundadores fueron ingleses. 
El ciclismo es un deporte muy popular en el País Vasco. Todos los ciclistas vascos, de cualquier equipo profesional, son seguidos por la afición, que también admira a las grandes figuras de este deporte, aunque no sean vascos. El equipo Kas compitió desde 1958 hasta 1978 y luego desde 1985 hasta 1988, patrocinado por la empresa de bebidas vasca Kas. El Euskaltel-Euskadi, perteneciente a la compañía de telecomunicaciones Euskaltel, y subvencionado en parte el gobierno vasco y las diputaciones forales, compitió profesionalmente entre 1994 y 2012. Abraham Olano ganó la Vuelta a España y el Campeonato del Mundo de ciclismo. Remontándonos más atrás en el tiempo, Jesús Loroño se llevó la Vuelta a España de 1957 y en 1982 Marino Lejarreta ganó la Vuelta a España. 
La pelota vasca y el Jai Alai son versiones vascas de la familia de juegos europeos que incluyen el tenis y el squash. Los jugadores vascos, tanto en equipos franceses como españoles, destacan las competiciones internacionales.
El montañismo se beneficia del carácter montañoso del terreno vasco, y de la proximidad de los Pirineos. Destacan Juanito Oiarzabal, Alberto Iñurrategi, Josune Bereziartu y
Edurne Pasaban.
Uno de los principales equipos de baloncesto de España, el Saski Baskonia, tiene su sede en la capital vasca, Vitoria. En Bilbao hay otro equipo de baloncesto en la Liga ACB, el Bilbao Basket, al igual que en San Sebastián, el Gipuzkoa Basket.

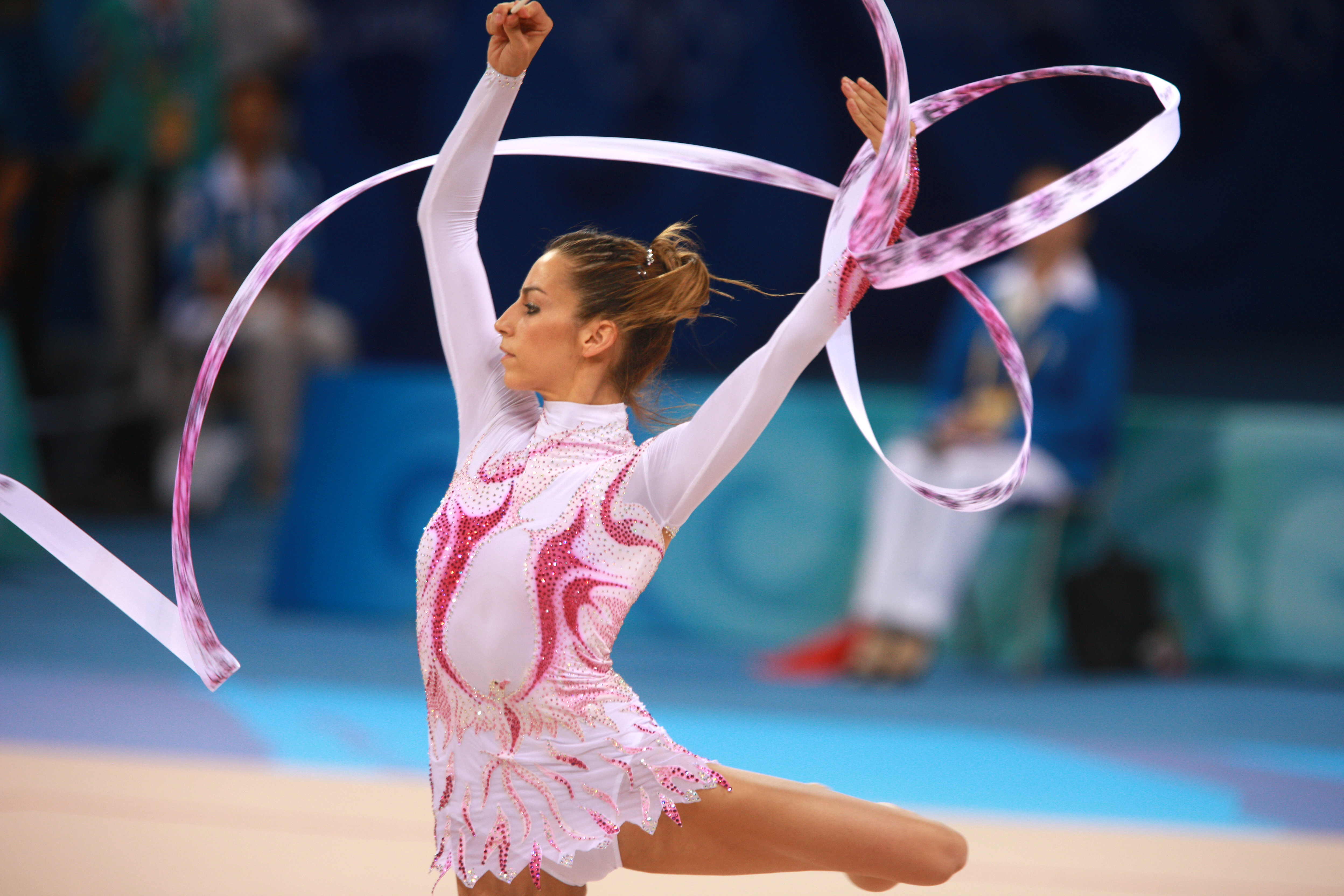
Almudena Cid en los JJ. OO. de Pekín 2008.

En los últimos años el surf se ha asentado en la costa vasca a pesar de las frías aguas atlánticas, habiéndose convertido Mundaca en un punto importante en el circuito mundial de surf, si bien, debido a obras portuarias en Bermeo, Mundaca perdió su famosa 'ola izquierda', aunque finalmente se recuperó, tras unas obras de reconstrucción del terreno.
En el País Vasco Francés, el rugby es muy popular entre la comunidad vasca. Dos clubs vascos pertenecen a la primera división de la liga francesa de rugby (el Top 14): el "BOPB" o el "Biarritz Olympique Pays Basque" en Biárriz y el "Aviron Bayonnais" en Bayona. Las colores de Biárriz son el rojo y el blanco y las de Bayona, el blanco y azul.
En cuanto a gimnasia rítmica, el País Vasco ha tenido a varias gimnastas destacadas, como la cuatro veces olímpica Almudena Cid, las campeonas olímpicas Tania Lamarca, Estíbaliz Martínez y Lorena Guréndez, o las campeonas mundiales Beatriz Nogales y Paula Orive.
En el quádbol, el País Vasco es una de las regiones más exitosas del país. Bizkaia Boggarts ha logrado la medalla de plata en dos ocasiones y la de bronce en una en sus siete participaciones en la Copa de España, habiendo participado gracias a ello en una ocasión en la Copa de Europa de quádbol y otra en la Copa de Europa de Quádbol (División 2).

## Deportes vascos tradicionales

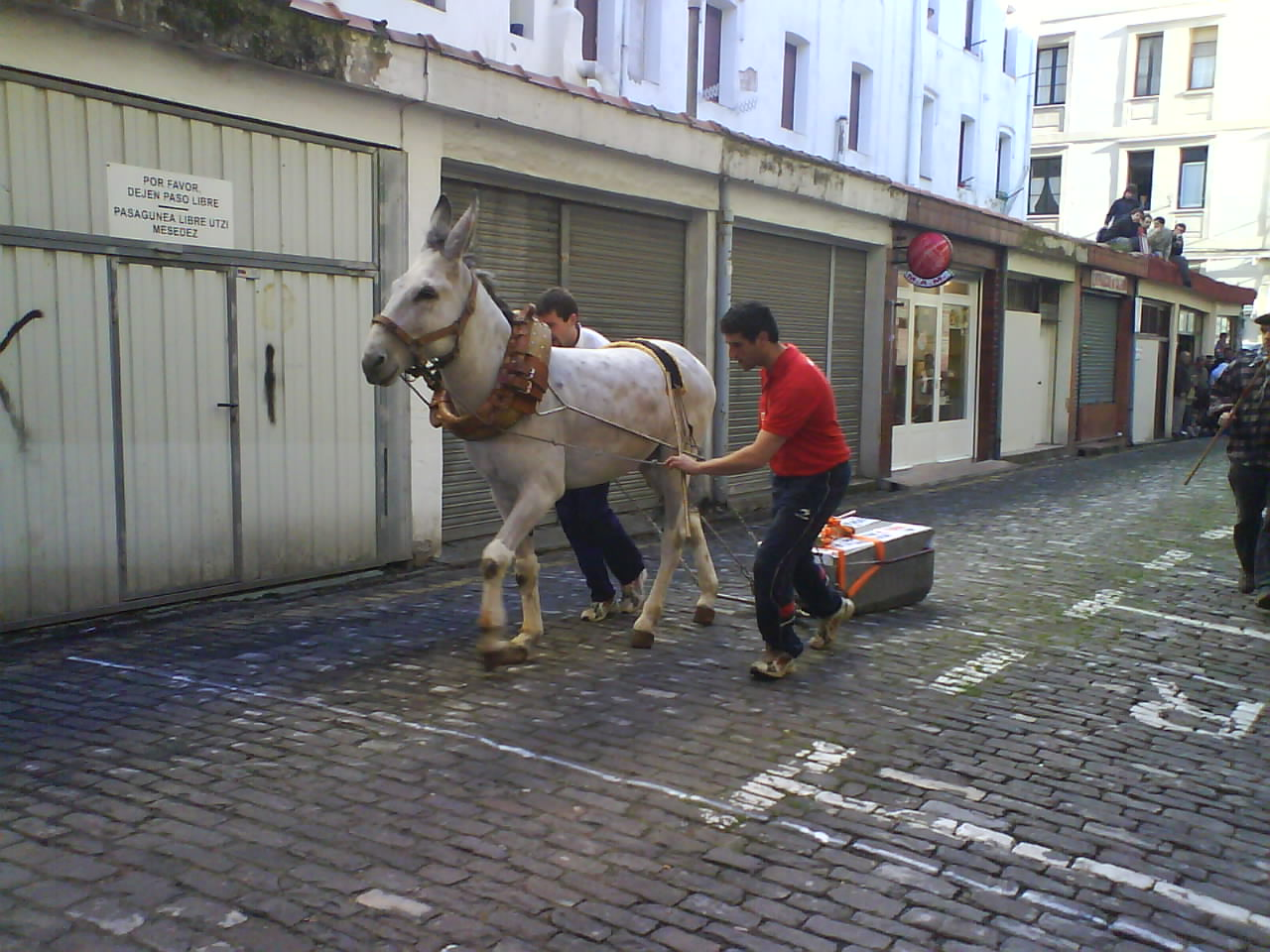
Asto proba.

Hay varios deportes vascos derivados de las tareas cotidianas.
Los trabajadores pasaban el rato con ellos y hacían apuestas a ver quien lo hacía mejor.
Algunos ejemplos son:
- Regatas de traineras: de cuando los pescadores volvían remando para llegar los primeros a la venta del pescado.
- Sokatira: prueba de fuerza entre dos equipos que tiran de los extremos de una misma cuerda.
- Harri Jasoketa: levantamiento de piedras, de las canteras.
- Aizkolari y tronkolaritza: corte de troncos, de la industria maderera.
- Segalaritza: siega con guadaña, de los trabajos del campo.
- Dema: arrastrar bloques de piedra, de los trabajos de construcción:
  - Idi probak: con una pareja de bueyes.
  - Asto probak: con asnos.
  - Zaldi probak: con caballos.
  - Gizon probak: solo con dos personas.
- Concursos de perros pastores.
- Txinga erute: llevar pesos, uno en cada mano, representando las vasijas de las lecheras.
- Concursos de barrenadores: hacer barrenas en bloques de piedra con una barra metálica. Solo en las antiguas áreas mineras de la Vizcaya occidental.

## Apuestas
Otra característica de los deportes vascos es la apuesta, sobre todo en los tradicionales, ya que hay una ley del gobierno vasco que así lo ampara.

## Filmografía
- Documental TVE (19/11/2015), «Conexión Vintage - Ocho deportes vascos» en rtve.es[1]